# Zonder titel (Harry Karssen)
In het Amsterdamse Westerpark staat een aantal artistieke kunstwerken, sommige daarvan hebben een titel, andere zijn titelloos.
In die laatste categorie bevindt zich een beeld dat gemaakt is door Harry Karssen, alhoewel men het ook wel Tweetal noemt. Dit beeld is niet voor deze plek gemaakt, maar bevond zich ten tijde van het overlijden van de kunstenaar nog in zijn atelier in de Staatsliedenbuurt dat aan de overzijde van de Haarlemmerweg en Haarlemmertrekvaart ligt.
Het abstracte beeld met geometrische vorm in twee kolommen werd in 2004 aangeschaft en een jaar later geplaatst. Het beeld is uitermate hoekig en vormt een contrast met het beeld I am at home van Asnate Bočkis dat even verderop staat, dat bestaat uit vloeiende vormen.
Anne Nederkoorn wijdde een gedicht aan het beeld onder de titel Amsterdammers, soms verdeeld, soms samen; de twee gebroken kolommen staan op één sokkel, maar raken elkaar verder niet.
Van Karssen staat nog een beeld in Amsterdam, langs de Buitenveldertselaan staat sinds 1977 een metalen kolom.

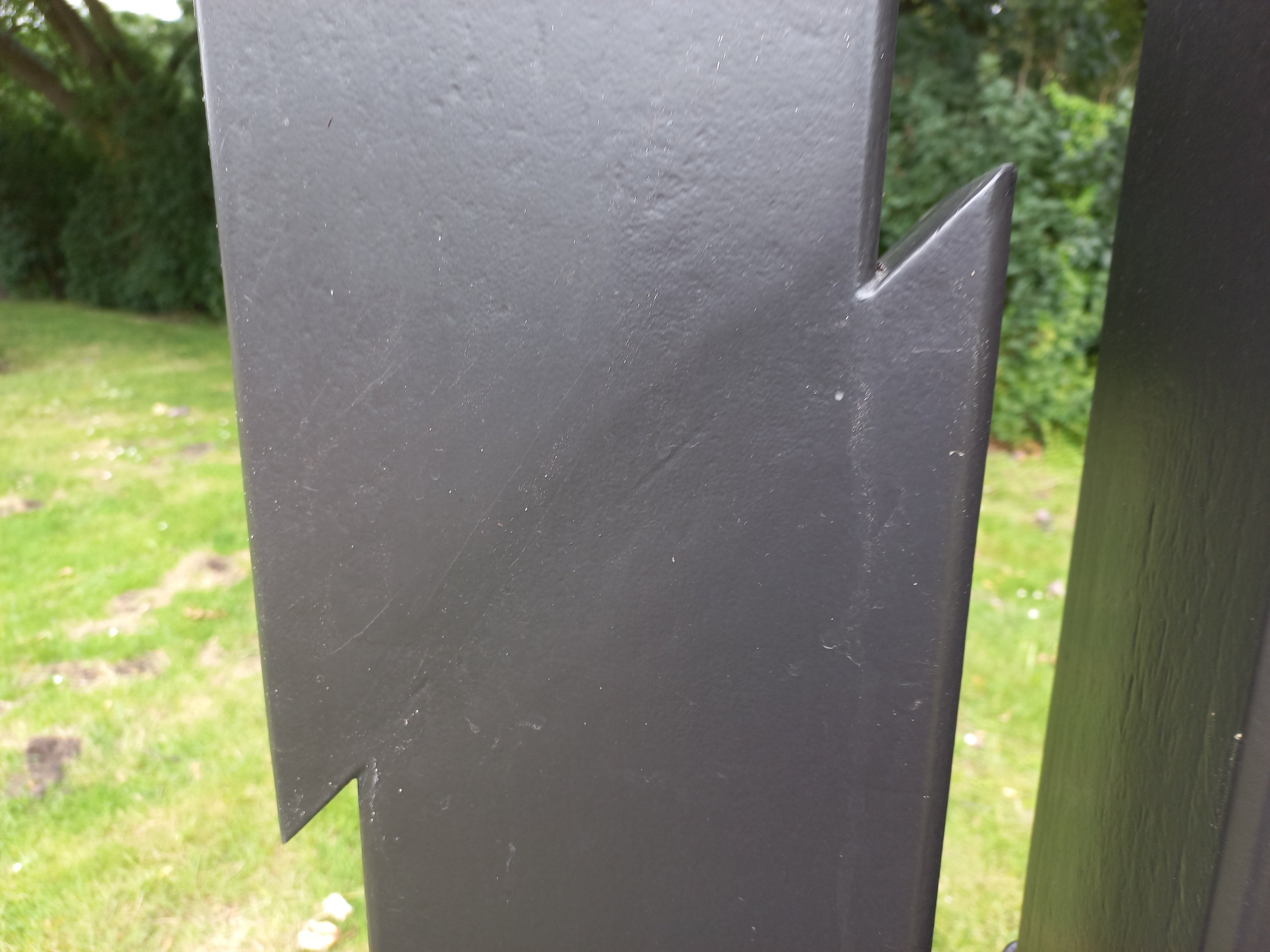
Zonder titel (detail, juli 2024)